# Ramongo
Ramongo è un dipartimento del Burkina Faso classificato come comune, situato nella Provincia di Boulkiemdé, facente parte della Regione del Centro-Ovest.
Il dipartimento si compone del capoluogo e di altri 13 villaggi: Bayandi-Nabyiri, Bayandi-Palogo, Bayandi-Tanguin, Bouloum-Nabyiri, Kabinou, Kamsi, Kolonkandé, Koukinkuilga, Ramongo-Tanguin, Ramonkodogo, Salbisgo-Dapoya, Salgisgo-Itaoré e Yagoam.